# Telekinesi
Telekinesi, av grekiska τήλε, [téle], "fjärran" och κίνησις, [kínesis], "rörelse", är ett påstått eller hypotetiskt parapsykologiskt fenomen, där en person med blotta viljan kan flytta på eller transformera objekt, ibland över mycket långa avstånd.
En känd person som påstått sig ha telekinetisk förmåga är Uri Geller, som på 1970-talet böjde skedar "med tankekraft".
Inom populärkulturen, särskilt då science fiction, så är det väldigt vanligt att olika fiktiva personer eller grupper ges telekinetiska förmågor, framför allt utomjordingar. Det kanske mest kända exemplet är Stjärnornas krig-universumet där såväl Jediriddare som Sithlorder hade starka telekinetiska krafter. Liknande krafter förekommer också hos superhjältar, till exempel Jean Grey, Maxima, Battalion och Sylar.
Även Neutrinerna i 1987 års Turtlesserie har denna förmåga som barn. Även neutrinoflickan Kalas husdjur, "Grybyx", besitter sådana förmågor. Eleven från Netflix TV-serien Stranger Things (2016) kan också använda sig av denna förmåga. 

## Etymologi
Det engelska ordet, 'psychokinesis', myntades år 1914 av den amerikanska författaren Henry Holt i boken On the Cosmic Relations.